# André Bettencourt

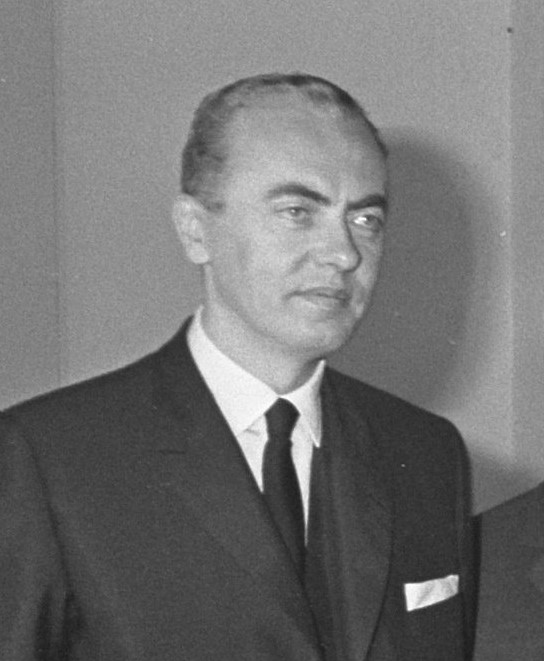
André Bettencourt im Jahr 1976

André Bettencourt (* 21. April 1919 in Saint-Maurice-d’Ételan, Département Seine-Maritime; † 19. November 2007 in Neuilly-sur-Seine) war ein französischer Journalist, Geschäftsmann und konservativer Politiker (CNIP, RI). Er war zwischen 1968 und 1973 jeweils kurzzeitig Minister für Post, Industrie, Kultur und Äußeres sowie von 1977 bis 1995 Mitglied des französischen Senats.

## Leben
In seiner Jugend war Bettencourt Mitglied der rechtsextremen Gruppe La Cagoule, die vom  Gründer des französischen Kosmetikkonzerns L’Oréal, Eugène Schueller, finanziell unterstützt wurde. Außerdem schrieb er von 1940 bis 1942 antisemitische Artikel für die von den Nationalsozialisten finanzierte Zeitung La Terre Française.

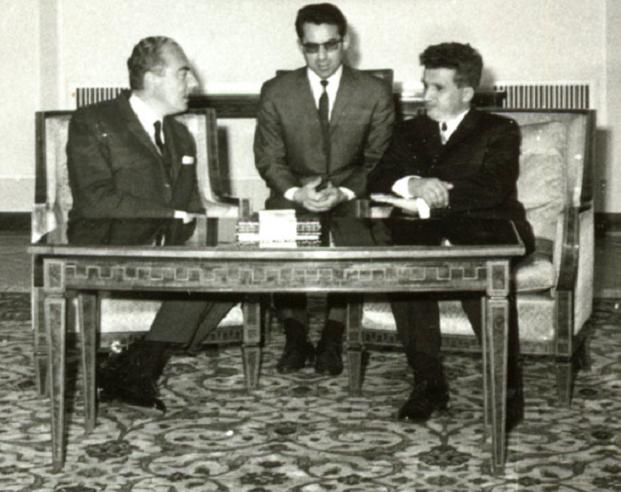
André Bettencourt und Nicolae Ceaușescu (1968)

Bettencourt heiratete 1950 Schuellers Tochter Liliane. Die beiden haben eine Tochter, Françoise Bettencourt-Meyers, die heute Mitglied des Vorstands von L’Oréal ist und Stand 2022 als reichste Frau der Welt galt.
In der Nachkriegszeit wurde er Mitglied der liberal-konservativen Partei Centre national des indépendants et paysans (CNIP), bei deren Spaltung 1962 wechselte er zu den Républicains indépendants unter Führung von Valéry Giscard d’Estaing. Er gehörte von 1949 bis 1979 dem Generalrat des Départements Seine-Maritime an. Von 1951 bis 1977 war Bettencourt (mit Unterbrechungen) Mitglied der Nationalversammlung. Von 1965 bis 1989 war er Bürgermeister seines Geburtsorts, der kleinen normannischen Gemeinde Saint-Maurice-d’Ételan. 
Während dieser Zeit war er von 1966 bis 1968 Staatssekretär (erst für Verkehr, dann im Außenministerium). Von Mai bis Juli 1968 war er kurzzeitig Minister für Post und Telekommunikation im Kabinett Pompidou IV. Direkt im Anschluss war er von 1968 bis 1969 Industrieminister in der Regierung des Premierministers Maurice Couve de Murville. Von 1969 bis 1972 war er beigeordneter Minister für Planung und Raumordnung und leitete 1970 bis 1971 interimistisch das Kulturministerium. Anschließend war er beigeordneter Minister im Außenministerium (unter Minister Maurice Schumann) und schließlich von März bis April 1973 selbst Außenminister im Kabinett Messmer I. 
Von 1974 bis 1981 war Bettencourt Präsident des Regionalrats der Haute-Normandie. Von 1977 bis 1995 war er Mitglied des Senats, wo er das Département Seine-Maritime vertrat. 1986 wurde Bettencourt als Nachfolger von Michel Faré in die Académie des Beaux-Arts gewählt.